# Robson da Silva
Robson da Silva, född den 4 september 1964 i Rio de Janeiro, är en brasiliansk före detta friidrottare som tävlade i kortdistanslöpning.
Silvas första internationella mästerskap var VM i Helsingfors 1983 där han blev utslagen i semifinalen på 100 meter. Han deltog även vid Olympiska sommarspelen 1984 där han också blev utslagen i semifinalen. Hans första internationella mästerskapsmedalj vann han vid inomhus-VM 1987 i Indianapolis där han slutade trea på 200 meter. Senare samma år deltog han vid VM utomhus i Rom där han blev utslagen i kvartsfinalen på 100 meter men slutade fyra på 200 meter på tiden 20,22, bara sex hundradelar efter segraren Calvin Smith.
Under 1988 noterade han sitt personliga rekord på 100 meter, 10,00 vid en tävling i Mexiko. Samma år deltog han vid Olympiska sommarspelen i Seoul där han blev bronsmedaljör på 200 meter med tiden 20,04 efter Joe DeLoach och Carl Lewis. Vid samma mästerskap blev han femma på 100 meter på tiden 10,11.
Under 1989 noterade han sitt personliga rekord på 200 meter när han sprang på 19,96 i Bryssel. Nästa större mästerskap var VM 1991 i Tokyo där han blev fyra på 200 meter och sjua på 100 meter. Han deltog även vid Olympiska sommarspelen 1992 i Barcelona där hans 20,45 räckte till en fjärde plats, bara sju hundradelar efter bronsmedaljören Michael Bates. 
VM i Stuttgart blev en besvikelse då han blev diskvalificerad i semifinalen. Bättre gick det vid VM 1995 då han slutade fyra. Hans sista mästerskap var Olympiska sommarspelen 1996 i Atlanta där han var med i det brasilianska stafettlag som kom trea på 4 x 100 meter efter Kanada och USA.